# Gonaïves
Gonaïves (em crioulo Gonayiv) é uma comuna do Haiti, e a quarta maior cidade do país. Localizada no arrondissement de Gonaïves, é capital do departamento de Artibonite, no centro do país.
Lá foi declarada a independência do Haiti, em 1 de Janeiro de 1804, pelo general Jean-Jacques Dessalines.
Durante a Rebelião Haitiana de 2004, a cidade foi a primeira a ser tomada por rebeldes da Frente Revolucionária Nacional para a Libertação do Haiti.
Segundo o censo de 2003, 104.825 mil pessoas viviam no local.